# Dorfkirche Mechow (Kyritz)

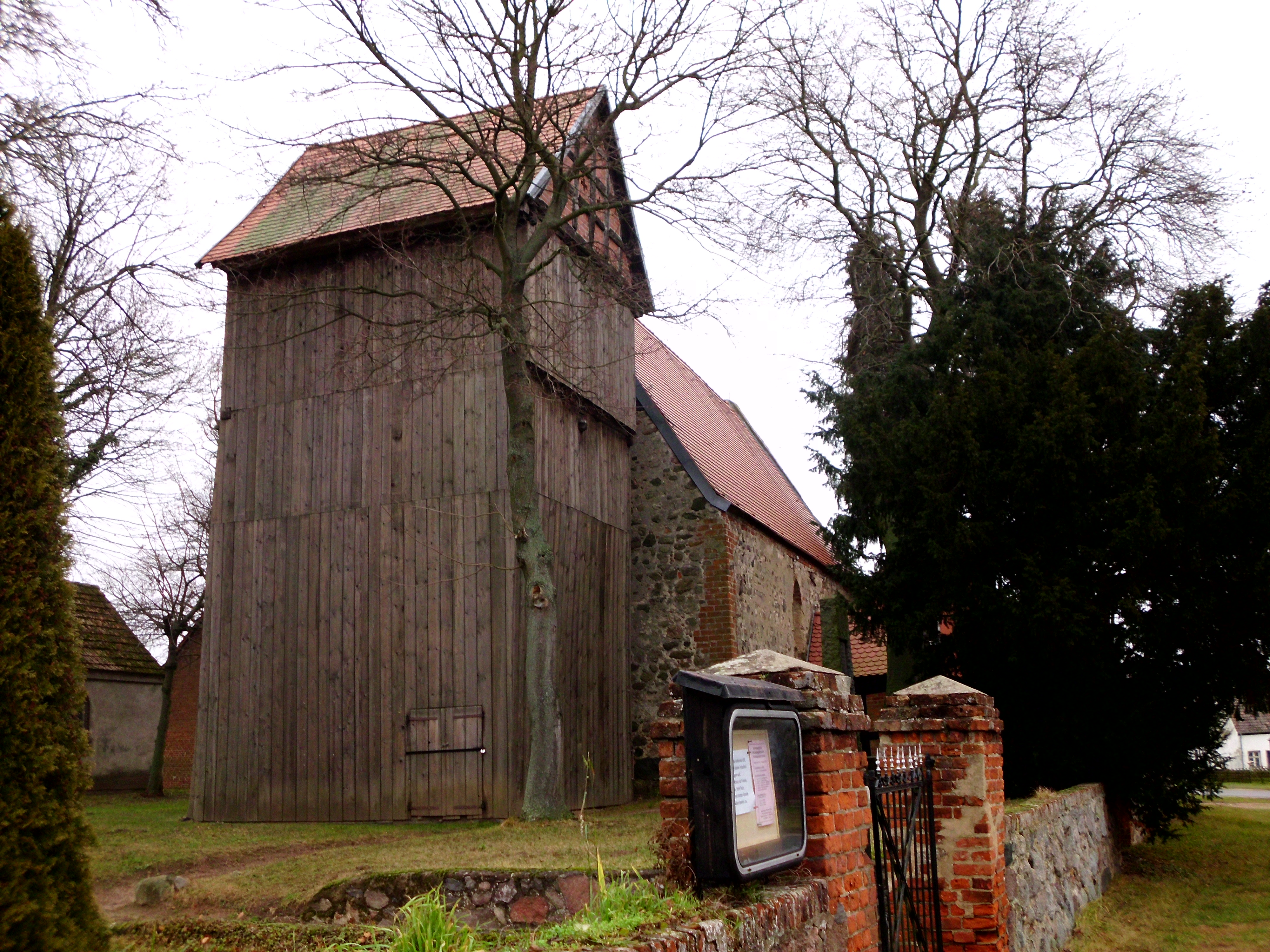
Dorfkirche Mechow

Die evangelische, denkmalgeschützte Dorfkirche Mechow (Kyritz) steht in Mechow, einem Ortsteil der Stadt Kyritz im Landkreis Ostprignitz-Ruppin von Brandenburg. Die Kirche gehört zum Pfarrsprengel Kyritz im Kirchenkreis Prignitz der Evangelischen Kirche Berlin-Brandenburg-schlesische Oberlausitz.

## Beschreibung
Die Saalkirche wurde am Anfang des 15. Jahrhunderts aus Mischmauerwerk gebaut. Sie besteht aus einem Langhaus, das überwiegend aus Feldsteinen gebaut und mit einem Satteldach bedeckt wurde. Die Laibungen der Fenster im Langhaus bestehen aus Backsteinen. Das spitzbogige Portal im Süden des Langhauses hat ein dreifach gestuftes Gewände aus Backsteinen. Es wird durch einen Anbau aus Holzfachwerk aus dem 17. Jahrhundert verdeckt. Im Westen steht ein freistehender Glockenstuhl aus Holzfachwerk, der mit Brettern verkleidet und mit einem Satteldach bedeckt ist. In ihm hängt eine um 1300 gegossene Kirchenglocke. An der Ostwand des Innenraums steht ein spitzbogiges Sakramentshaus, auf dessen Türen sich Schablonenmalerei befindet.